# Ochotnické divadlo
Ochotnické divadlo nebo amatérské divadlo je divadlo hrané amatérskými herci, tzv. ochotníky. Ti tak činí ze záliby, nejde o jejich povolání. Herci tak obvykle nejsou za své výkony placeni. Vstup na některá představení sice může být zpoplatněn, vybrané prostředky se pak ale používají na zajištění dalších představení nebo na charitativní účely.